# هندبوک فرامواد
هند بوک فرامواد(به انگلیسی: Metamaterials Handbook) یک مجموعه دو جلدی است که در رابطه با مفاهیم تئوری و عملی فرامواد تالیف شده است.این کتاب توسط فیلیپو کاپولینو تالیف شده و ناشر آن انتشارات تیلور و فرانسیس می باشد.